# Distretto di Chengzhong (Xining)
Il distretto di Chengzhong (城中区S, Chéngzhōng QūP) è un distretto della Cina, situato nella provincia di Qinghai e amministrato dalla prefettura di Xining.